# Pălărie de paie

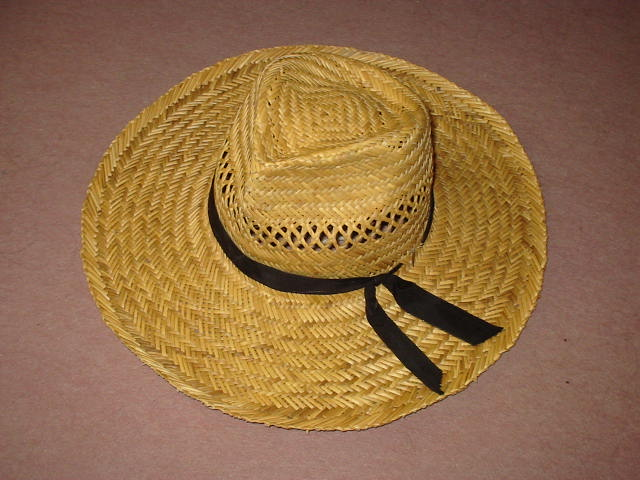
Pălărie de paie pentru bărbați

Pălăria de paie este o pălărie țesută din paie sau materiale similare cu paiele, provenite din alte plante sau materiale sintetice. Pălăria are rolul de a proteja de razele soarelui, prevenind insolația. Existând o varietate largă de modele, pălăria de paie este folosită deseori drept un element decorativ.

## Materiale
Cele mai des folosite fibre sunt:
- Paie de grâu
- Paie de secară
- Paie toquilla: fibre durabile și flexibile, folosite pentru confecționarea pălăriilor Panama
- Rafie
- Paie de toyo
- Alge
- Iută
- Ramie⁠(d)
- Palmier
- Paie artificiale, sintetice: cel mai des se folosesc polipropilena, polietilena și poliesterul

## Fabricare
Există mai multe tipuri de pălări de paie, însă procesul de fabricare este similar. Pentru confecționarea unor astfel de pălării se folosesc aburi sau materialul este lăsat în apă fierbinte. Pentru că fabricarea lor necesită mai mult timp, pălăriile mai mari sunt mai scumpe. În mod tradițional, pălăriile din paie sunt realizate cu ajutorul mâinii, folosindu-se un model din lemn, în forma unei pălării. Calitatea pălăriilor Panama poate să difere, astfel fiind influențat prețul. În prezent, pălăriile Panama sunt cunoscute pentru stilul clasic și pentru calitatea excelentă a acestora.

## Istoric
Pălăriile din paie au apărut în Europa și Asia încă din Evul Mediu. La finalul anilor 1800 și la începutul anilor 1900, pălăriile din paie au devenit comune în rândul tuturor. Președintele american Theodore Roosevelt a ajutat la popularizarea pălăriilor din paie, fiind adesea fotografiat purtând o pălărie Panama în vizita sa din Canalul Panama. De atunci, pălările de paie Panama din Ecuador au început să fie exportate tot mai mult, inclusiv în Europa.

## Tipuri de pălării din paie
- Pălărie Boater: populară începând cu finalul secolului al XX-lea în rândul bărbaților, este o pălărie oarecum formală, purtată în timpul verii.
- Pălărie conică: este întâlnită des și în prezent în regiunile din Asia. Pălăria conică este purtată de fermierii din sudul Asiei.
- Pălăria Panama: o pălărie scumpă, fabricată în Ecuador. În mod tradițional este confecționată din planta Carludovica palmata, numită și planta pălăriei Panama.

## Galerie

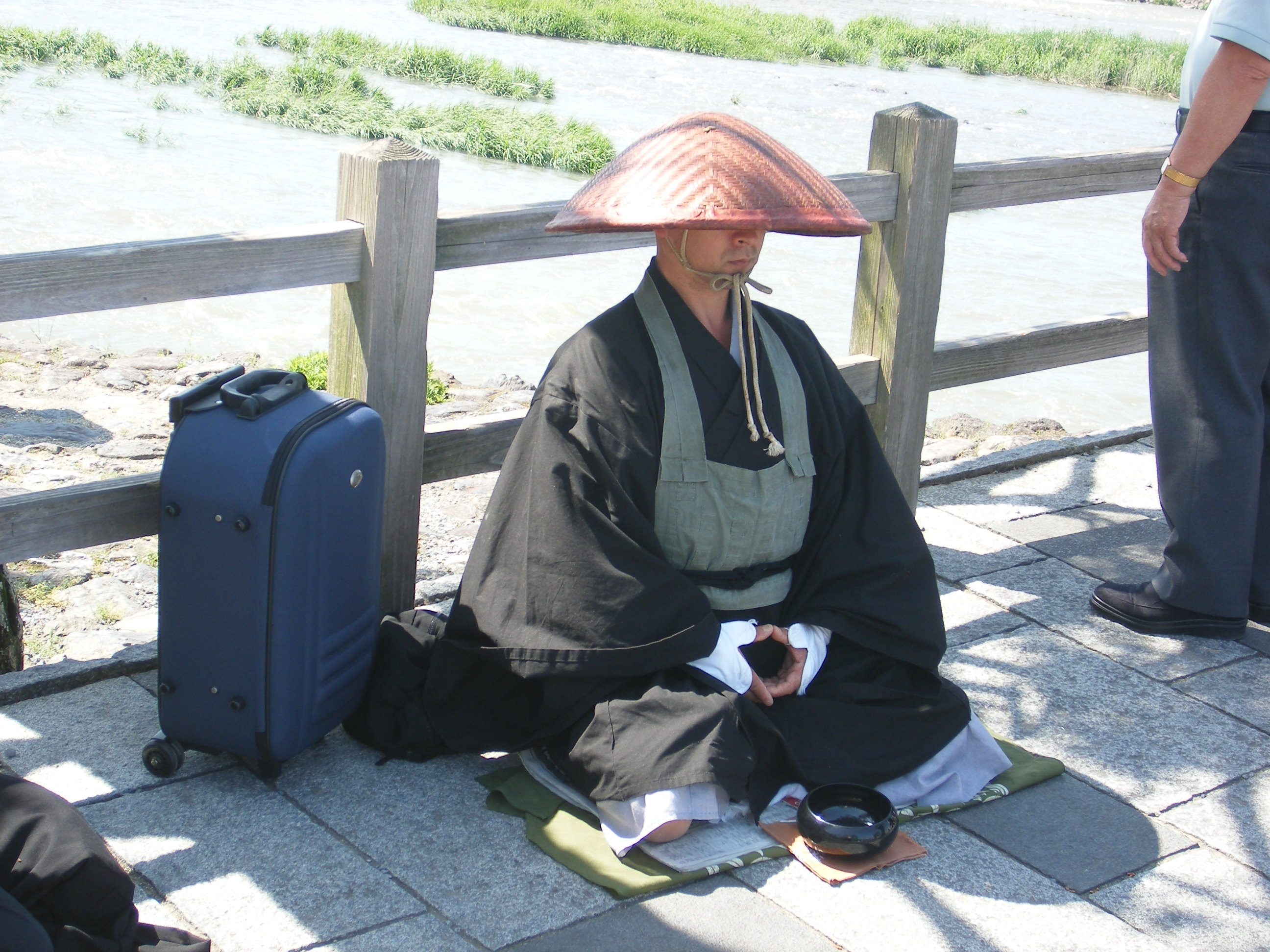
O pălărie de paie tradițională purtată de un călugăr budist japonez
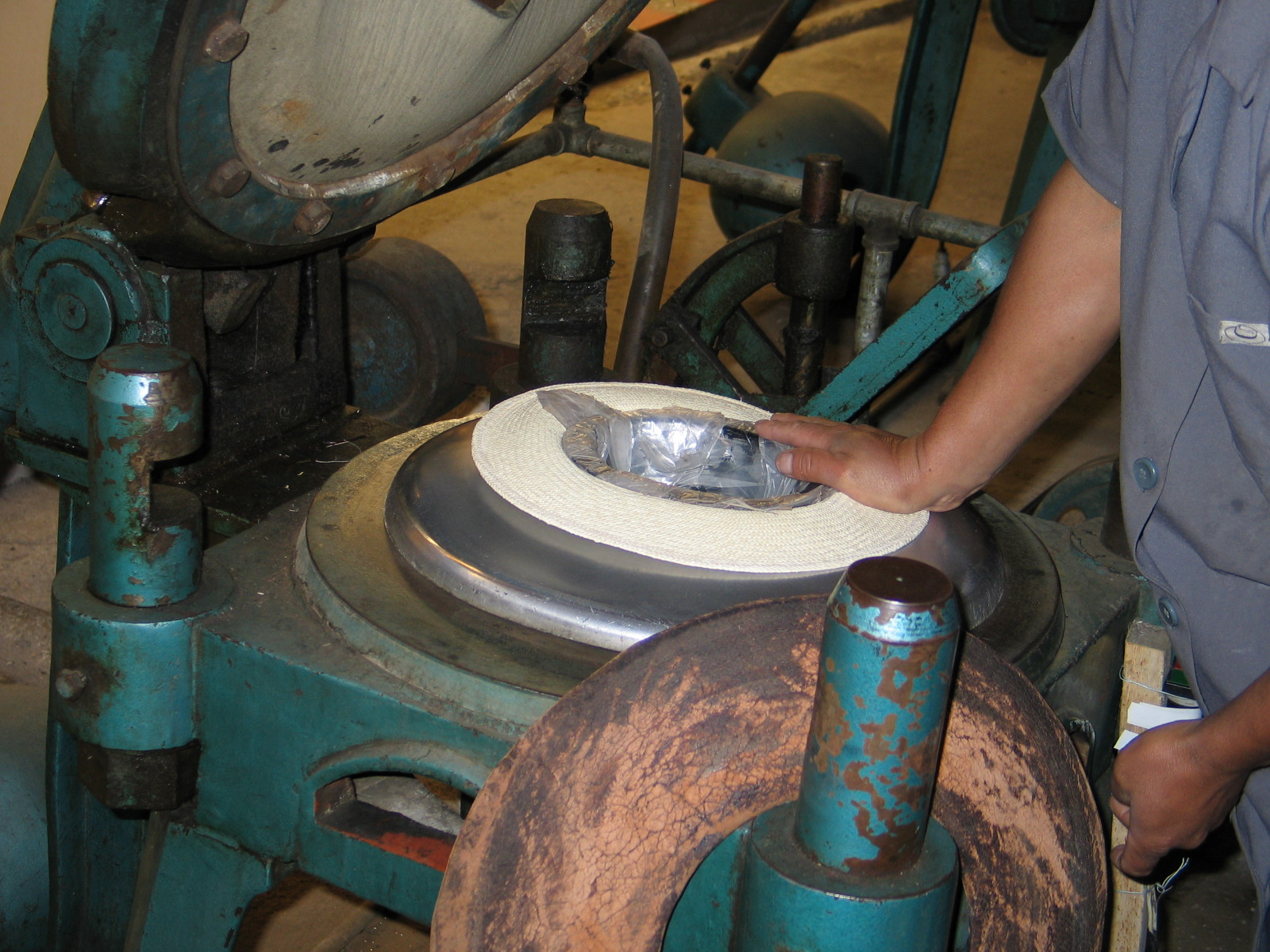
Procesul de fabricare a unei pălării Panama din paie în Cuenca, Ecuador
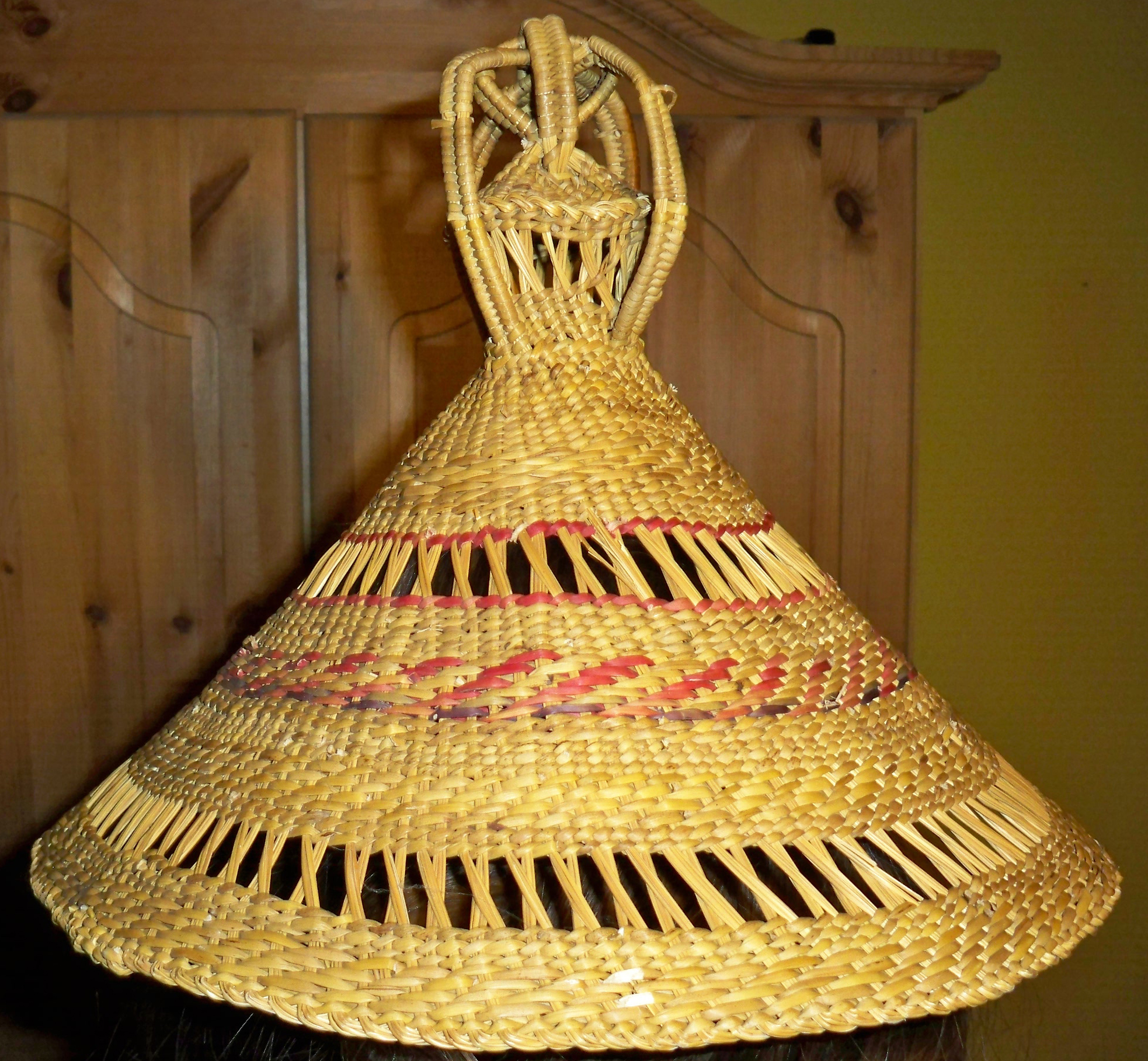
Pălărie Mokorotlo (conică)
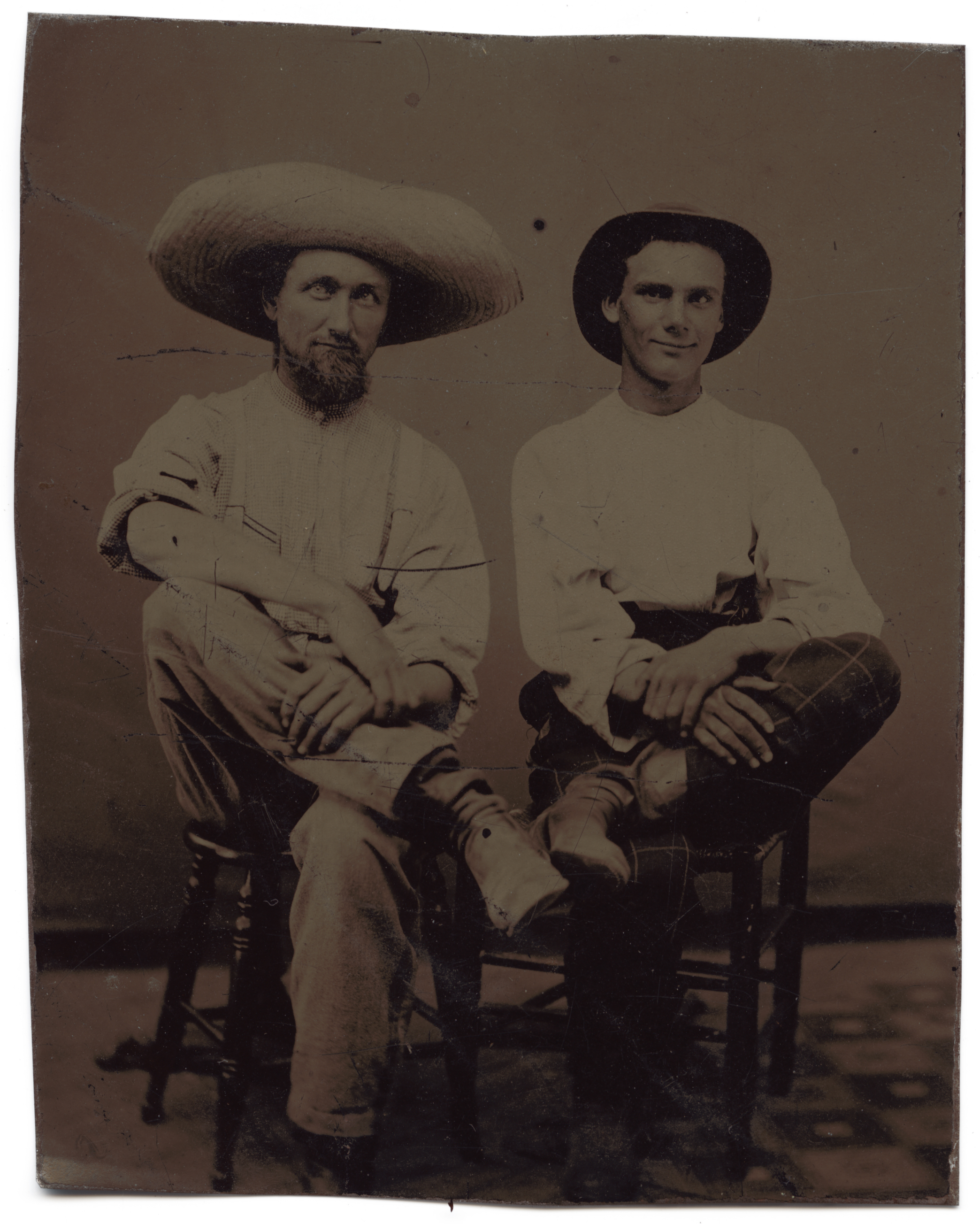
Doi bărbați, unul dintre ei cu o pălărie largă din paie
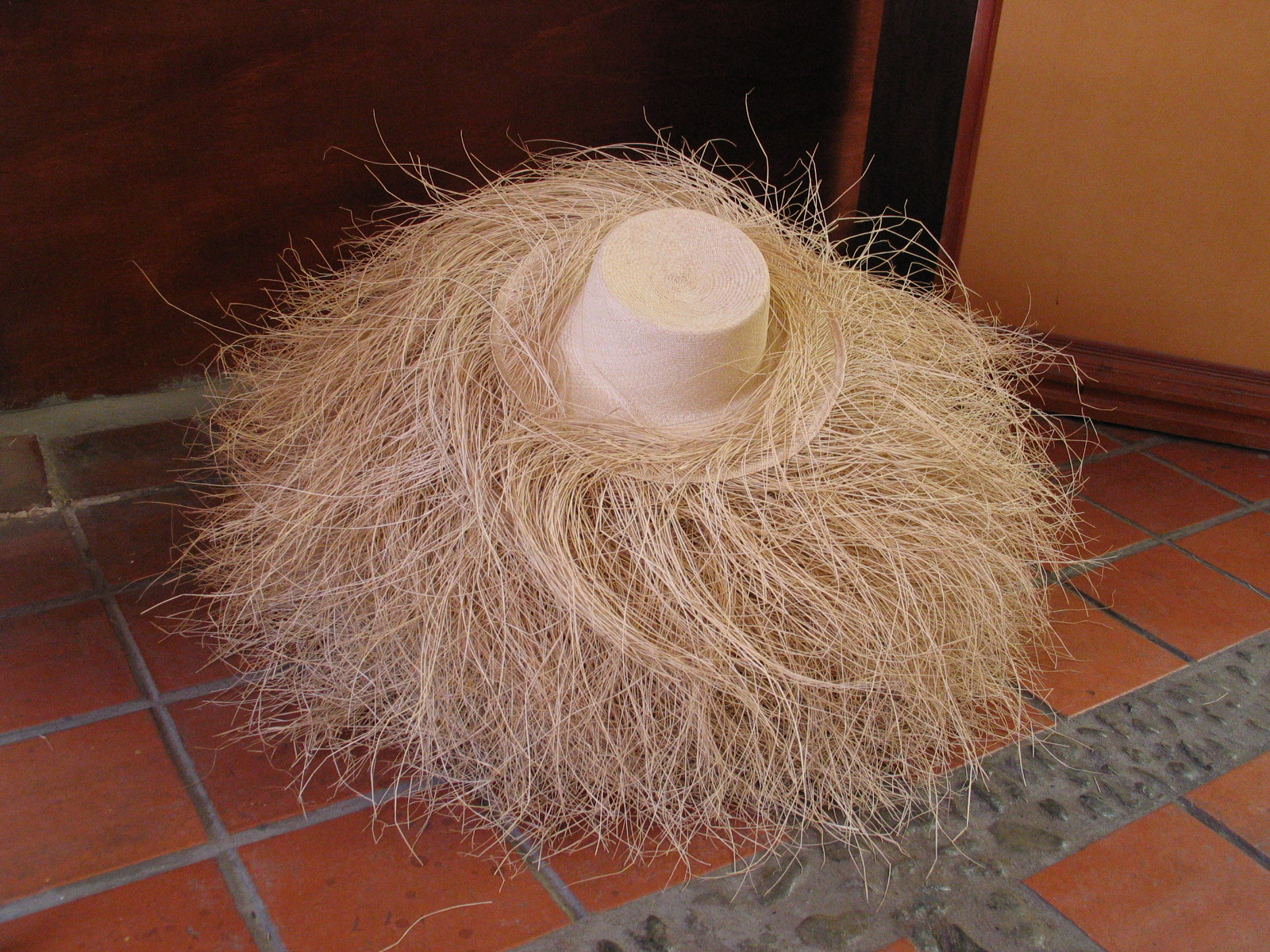
Pălărie Panama
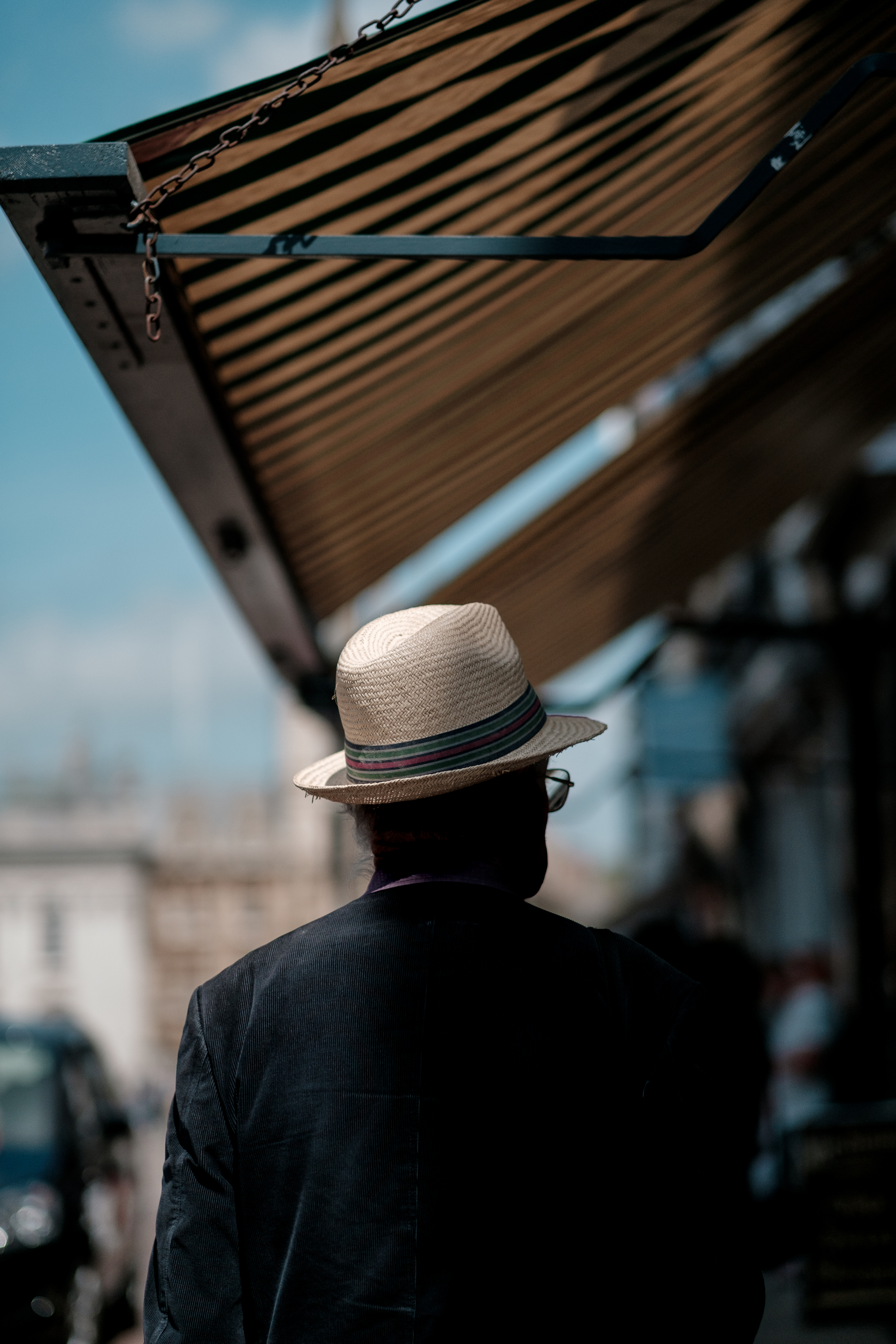
Bărbat cu o pălărie Panama

## Artă

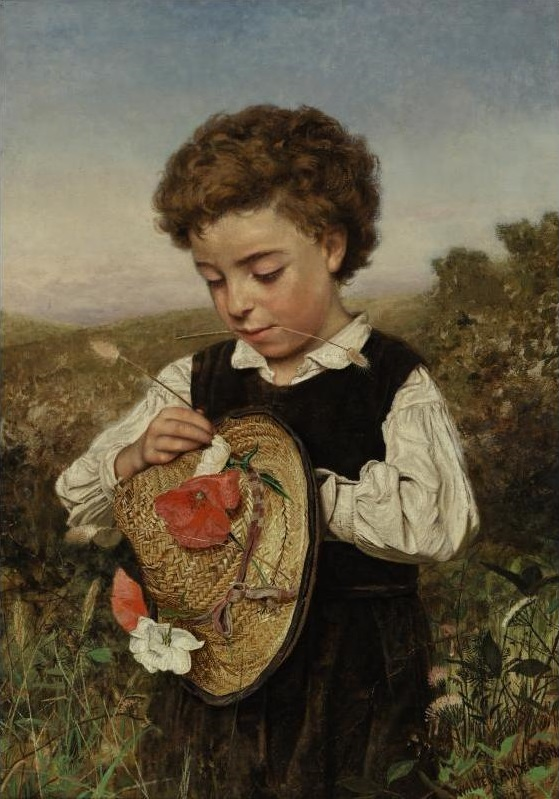
Walter Anderson - The Straw Hat (1877)
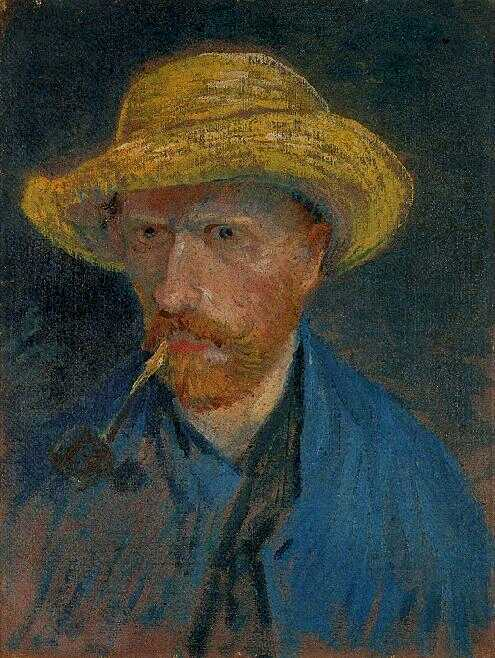
Autoportret cu pălărie de paie și pipă
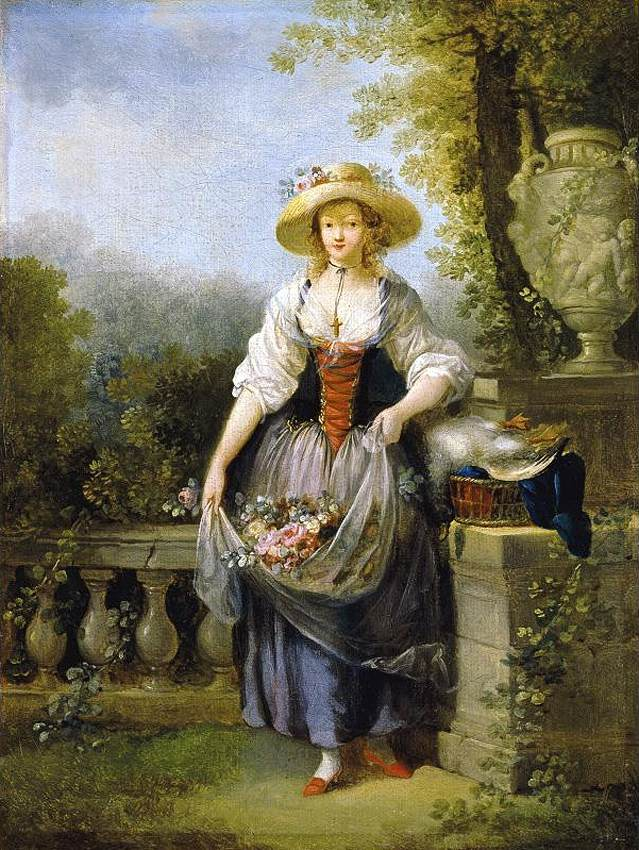
Jean-Frédéric Schall - Gardener in Straw Hat
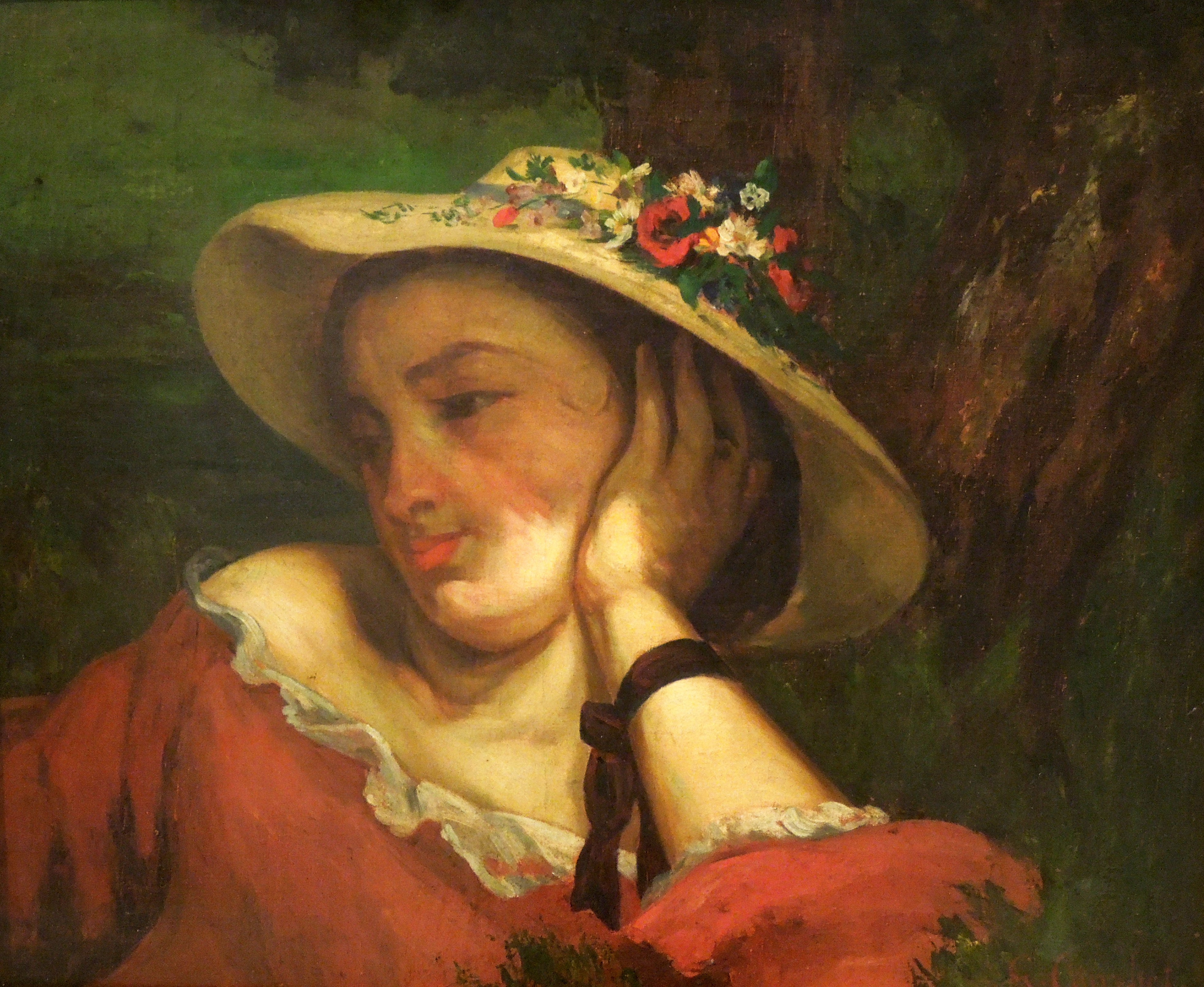
Gustave Courbet - Woman in a Straw Hat with Flowers
Emma Hamilton (1765-1815)
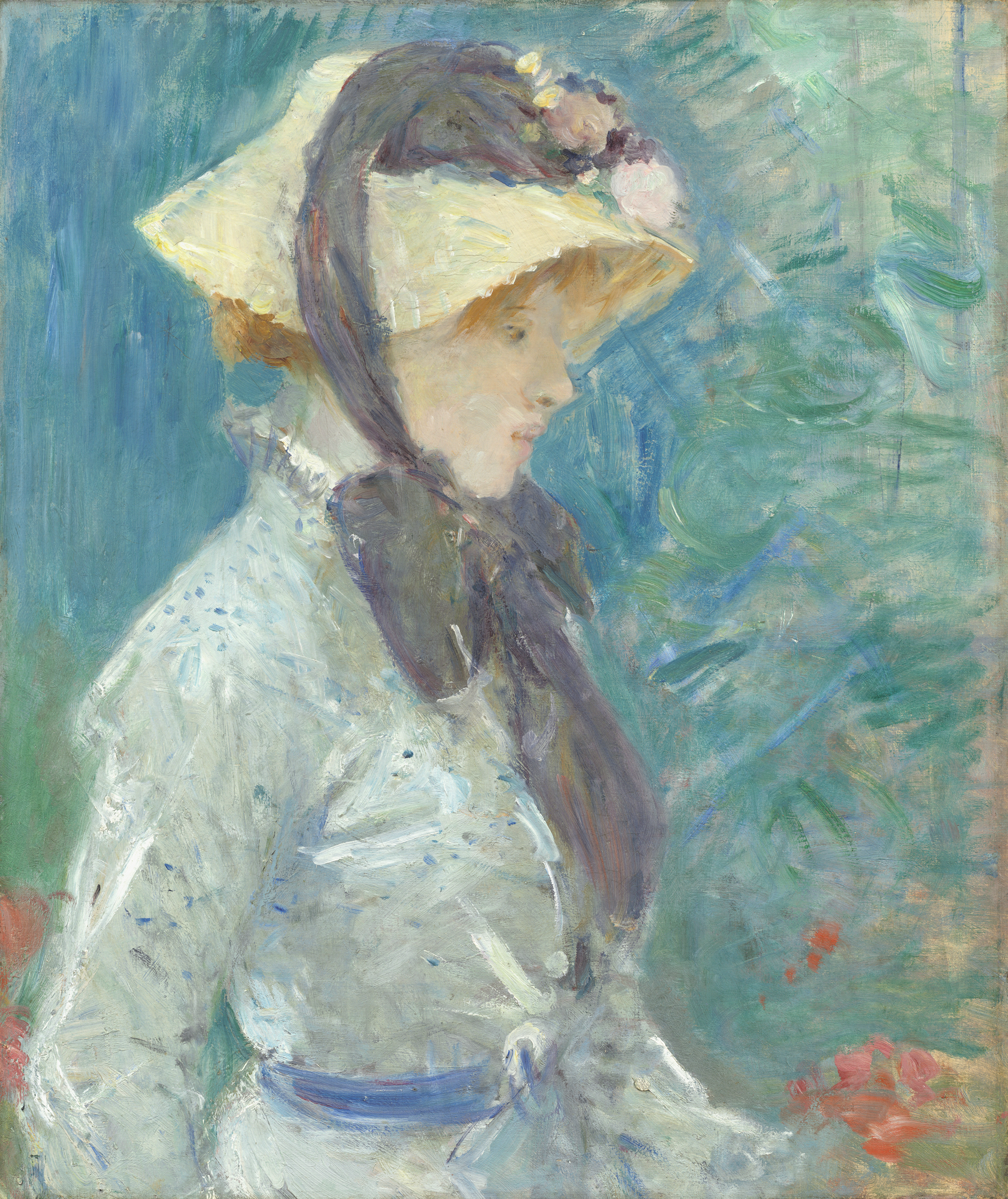
Femeie cu o pălărie de paie
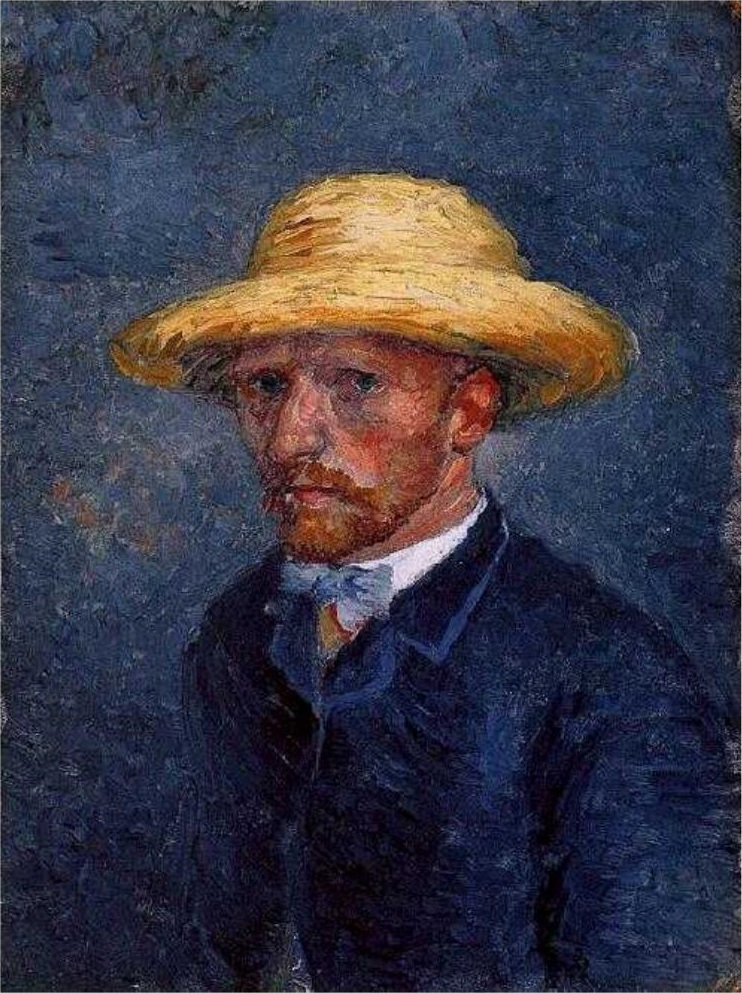
Vincent van Gogh - Portrait of Theo van Gogh (1887)